# 溝口秀勝
溝口秀勝（日语：／ Mizoguchi Hidekatsu，1548年—1610年11月13日），是日本戰國時代至江戶時代初期的武將、大名，越後國新發田藩初代藩主。

## 生平
溝口秀勝出身於尾張國，幼名竹丸，本是織田信長帳下武將丹羽長秀的家臣，天正9年（1581年）時織田信長見賞他才能出眾，在若狹國豪族逸見昌經無子病故後，將他的領地分了高濱城五千石給溝口秀勝，並拔擢他擔任若狹的國目代，成為丹羽長秀的与力，同年４月25日，溝口秀勝也獻上六隻高麗鷹給織田信長。
天正10年（1582年）的本能寺之變中，織田信長橫死，溝口秀勝作為丹羽長秀的從屬，加入豐臣秀吉方，在天正11年（1583年）的賤岳之戰後，溝口秀勝隨丹羽長秀轉封至加賀國，獲得江沼郡大聖寺城四萬四千石的領地。
天正13年（1585年），丹羽長秀之子丹羽長重被改易至若狹，溝口秀勝被豐臣秀吉招攬為直臣，保有原領，後來也參加九州征伐等戰事，在天正15年（1587年）被秀吉封為從五位下伯耆守。慶長3年（1598年）溝口秀勝被轉封到越後國蒲原郡新發田城，領地增加到6萬石。
慶長5年（1600年），溝口秀勝在關原之戰加入東軍，在越後跟上杉景勝煽動的上杉遺民一揆作戰。戰後，德川家康讓溝口秀勝所領安堵，後為新發田藩初代藩主。
慶長15年（1610年）9月28日，溝口秀勝在領地新發田過世，享年63。